# لیندزی لوهان
لیندزی دی لوهان (به انگلیسی: Lindsay Dee Lohan؛ زادهٔ ۲ ژوئیهٔ ۱۹۸۶) بازیگر و خواننده آمریکایی است. وی یک از چهره‌های سرشناس هالیوودی و زندگی‌اش پر از حادثه‌ها و حاشیه‌های گوناگون است. اعتیاد به الکل، مواد مخدر، سرقت و قمار و دادگاه‌های پیاپی، چیزهایی است که با زندگی این بازیگر سینمای هالیوود آمیخته است. او همواره یکی از خبرسازها است. او در سن ۱۷ سالگی جذاب‌ترین ستارهٔ سینمای هالیوود لقب گرفت است و در سال ۲۰۰۸ ردهٔ نهم مجلهٔ ماکسیم را در برترین‌های سال از آن خود دارد.
لیندزی لوهان در سپتامبر ۲۰۰۸ میلادی، پیشنهاد ۷۰۰ هزار دلاری مجلهٔ پلی‌بوی مبنی بر عریان شدن در شمارهٔ مخصوص ژانویه ۲۰۰۹ میلادی به مناسبت ۵۵ سالگی این مجله را رد کرد، اما نهایتاً در پی دریافت مبلغی معادل با یک میلیون دلار آمریکا، به صورت عریان و با گریم مریلین مونرو، در شمارگان ژانویه ۲۰۱۲ مجلهٔ پلی‌بوی ظاهر شد.

## زندگی
لیندسی لوهان در نیویورک به دنیا آمد و در مریک، لانگ آیلند بزرگ شد، لوهان شغل نمایش خودش را از کوچکی برای مدهای بچه‌گانهٔ مجله و آگهی‌های تلویزیونی شروع کرد، در سن ۱۰ سالگی وارد حرفهٔ بازیگری شد در سال ۲۰۰۴ لوهان همچنین وارد دنیای موسیقی شد لوهان یک خانه در بورلی هیلز کالیفرنیا دارد اما اکثر اوقات در نیویورک و در کنار خانواده‌اش است، مدل صورت پر لک و موهای بور آغاز کار لوهان برای فورد مدل در ۳ سالگی بود، چشم‌های آبی و موهای بلوند باعث تقاضاهای زیادی از لوهان شد که لوهان اولین کار خودش را پیدا کرد، پافشاری لوهان باعث شد که سرانجام بیش از ۱۰۰ چاپ از لیندزی برای تبلیغ‌های تویس ار چاپ شود.
لینزدی لوهان اولین فرزند خود را از همسرش، بادر شاماس، به دنیا آورد. نام نوزاد پسر لوای است که یک نام عربی به معنای «سپر» یا «محافظ» است.

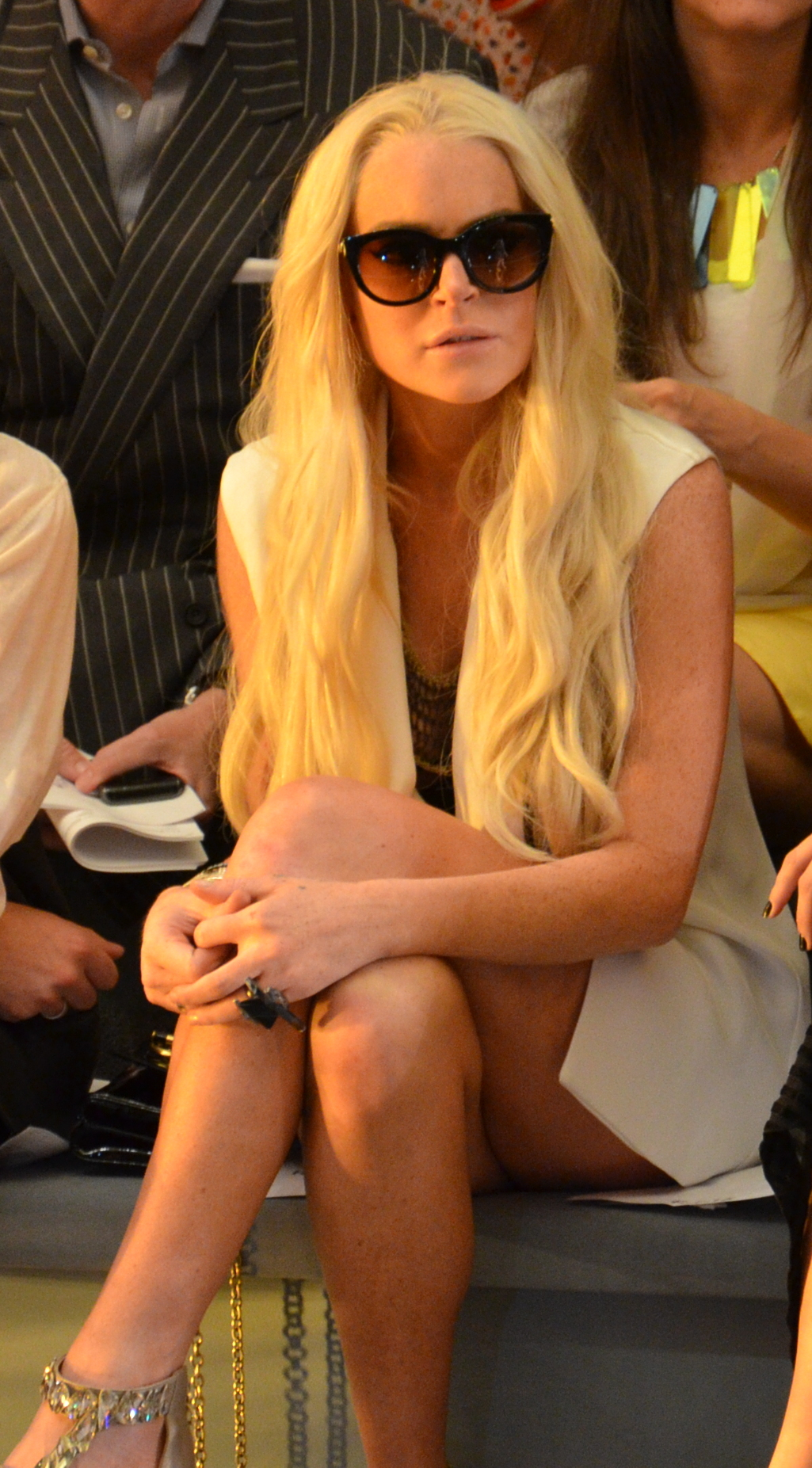
لوهان در سال ۲۰۱۱

## گزیده فیلم‌شناسی
فهرست برخی از فیلم‌هایی که لیندزی لوهان در آن‌ها به ایفای نقش پرداخته است:
- دام والدین-۱۹۹۸
- جمعه عجیب-۲۰۰۳
- دفتر خاطرات شاهدخت ۲: نامزدی سلطنتی-۲۰۰۴
- اعترافات ملکه درام نوجوان-۲۰۰۴
- دختران بدجنس-۲۰۰۴
- هربی پرواز می‌کند-۲۰۰۵
- مای سین به هالیوود می‌رود: فیلم-۲۰۰۵
- همراهان خانه‌ای در علف‌زار-۲۰۰۶
- فقط شانس من-۲۰۰۶
- بابی-۲۰۰۶
- تعطیلات-۲۰۰۶
- فصل ۲۷-۲۰۰۷
- قانون جورجیا-۲۰۰۷
- من می‌دانم که چه کسی مرا کشت-۲۰۰۷
- درد زایمان-۲۰۰۹
- ماشته-۲۰۱۰
- کمدی نامناسب-۲۰۱۳
- فیلم ترسناک ۵-۲۰۱۳
- دره‌های عمیق-۲۰۱۳
- در میان سایه‌ها-۲۰۱۹
- عاشقی برای کریسمس-۲۰۲۲
- دختران بدجنس-۲۰۲۴
- آرزوی ایرلندی-۲۰۲۴
- راز کوچک ما-۲۰۲۴

### مجموعه تلویزیونی
- دنیایی دیگر (مجموعه تلویزیونی)
- پادشاه تپه(مجموعه تلویزیونی)
- نمایش دهه ۷۰(مجموعه تلویزیونی)
- بتی بی‌ریخته(مجموعه تلویزیونی)
- گلی (مجموعه تلویزیونی)
- مدیریت خشم (مجموعه تلویزیونی)
- دو دختر ورشکسته(مجموعه تلویزیونی)
- برگری باب(مجموعه تلویزیونی)
- پخش زنده شنبه شب(مجموعه تلویزیونی)
- پروژه مد(مجموعه تلویزیونی)
- پابه‌پای خانواده کارداشیان(مجموعه تلویزیونی)